# Saint-Laurent-des-Bois (Loir-et-Cher)
Saint-Laurent-des-Bois è un comune francese di 290 abitanti situato nel dipartimento del Loir-et-Cher nella regione del Centro-Valle della Loira.

## Società

### Evoluzione demografica
Abitanti censiti